# Propolisz

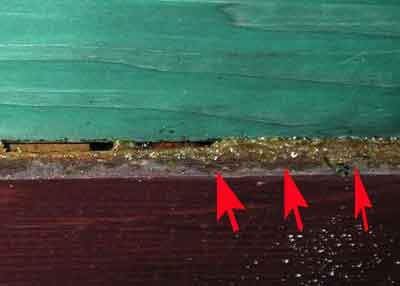
Propolisszal tömik be az apró lyukakat

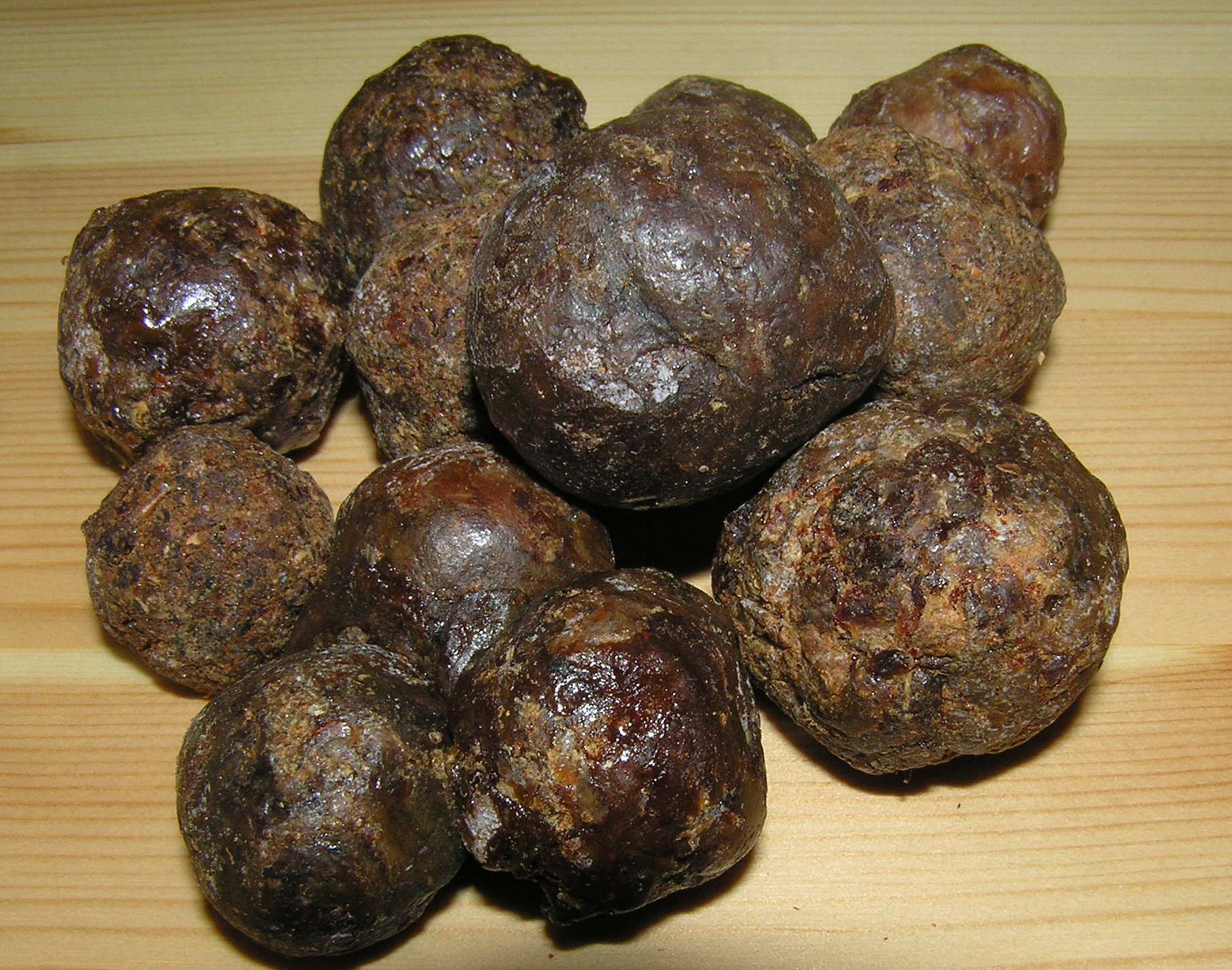
Méhszurok golyók, a propolisz ragadós, sárgásbarna, kellemes illatú anyag

A propolisz (görög: προ pro ’érdekében, előtt’ és πόλις pólisz) vagy méhszurok olyan gyantás, ragacsos anyag, amelyet a méhek a kaptár védelmére, a betolakodó baktériumok és egyéb kórokozók ellen gyűjtenek. Ragadós, sárgásbarna, kellemes illatú anyag, melyet a fák rügyeiről, fiatal ágairól, levélnyeleiről gyűjtenek be a méhek, átalakítják, azután a kaptárak tömítésére és fertőtlenítésére használják. A fő forrás a fekete nyár rügypikkelyein kiválasztódó enyves bevonat. Más növényekről, égerről, tölgyről, napraforgóról, fenyőkről is gyűjtenek.
A méhek akkor gyűjtik a propoliszt, amikor nincs nektárgyűjtő szezon, és amikor a fiatalabb dolgozók az utódokat etetik. Általában dél körül gyűjtik, amikor a hőmérséklet 20 °C-nál magasabb, és a gyanta folyékony.
Mivel a kaptár belsejében állandóan 35 °C körüli a hőmérséklet, magas a páratartalom, és nagy tömegben találhatók rovarok, ezért a körülmények ideálisak lennének a különféle kórokozók, baktériumok, vírusok, gombák számára. A propoliszt a méhek építőanyagként, szigetelésként, védelmi célokra, ragasztóként használják. Propolisszal tömik be a réseket és repedéseket, hogy a kaptár hermetikusan zárt maradjon. A 6 mm-nél nagyobb rések betömésére viaszt használnak. A méhek a propolisszal javítják a lép hibáit. Az egész kas, kaptár belső felületét bekenik vele, hogy megakadályozzák a penészedést. Minden felületet, az új lépeket is bevonják ezzel az anyaggal, hogy így sterilizálják őket. Bevonják azokat a kis rovarokat, amelyek betévedtek a kaptárba, ezzel bebalzsamozzák őket, így nem indulnak bomlásnak. A propolisz a közösségi immunrendszer része.

## Összetétele

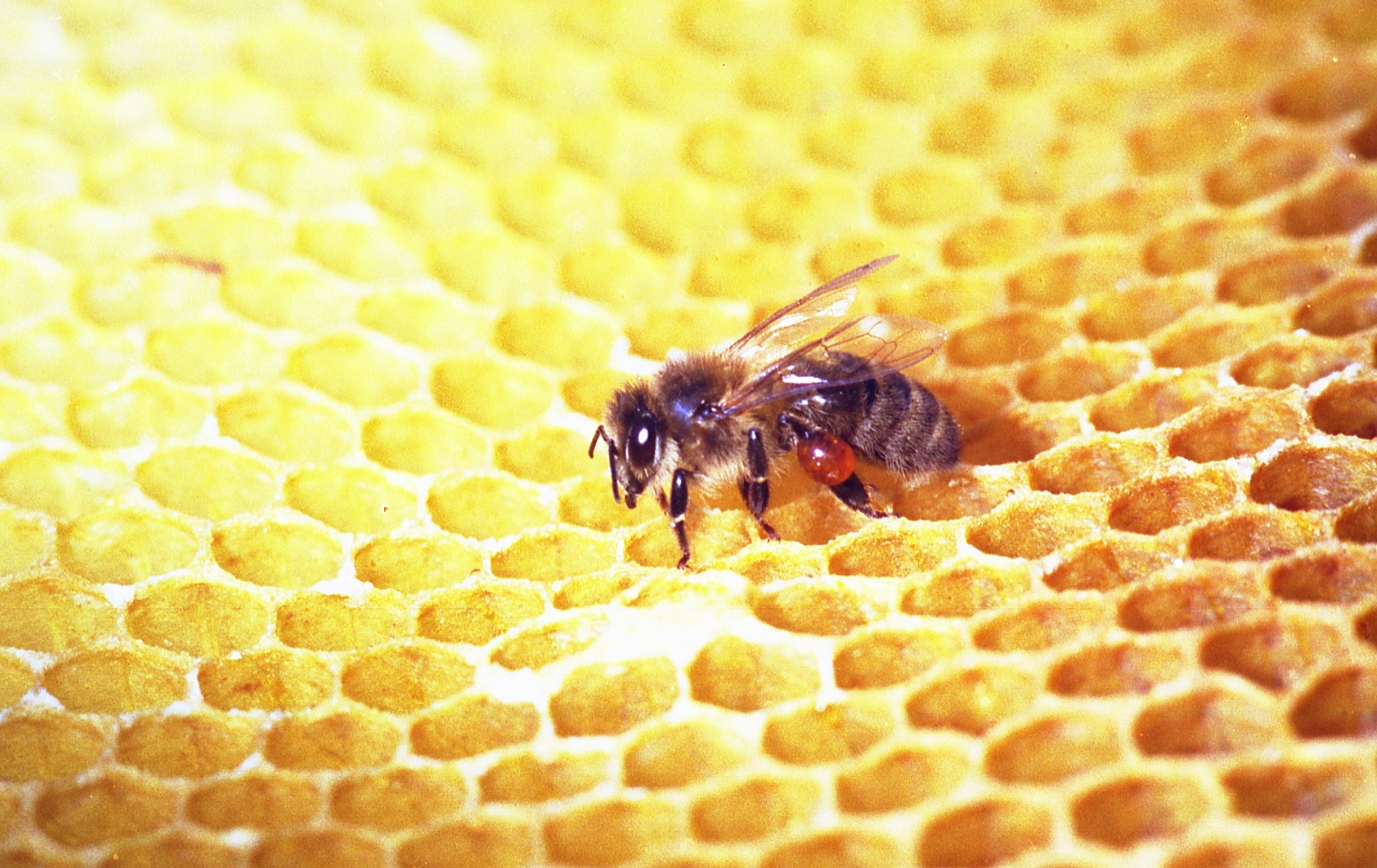
Gyanta egy méh lábán. Saját maga nem tudja leszedni, tisztogató mozdulatokkal (borbélytánc) kéri

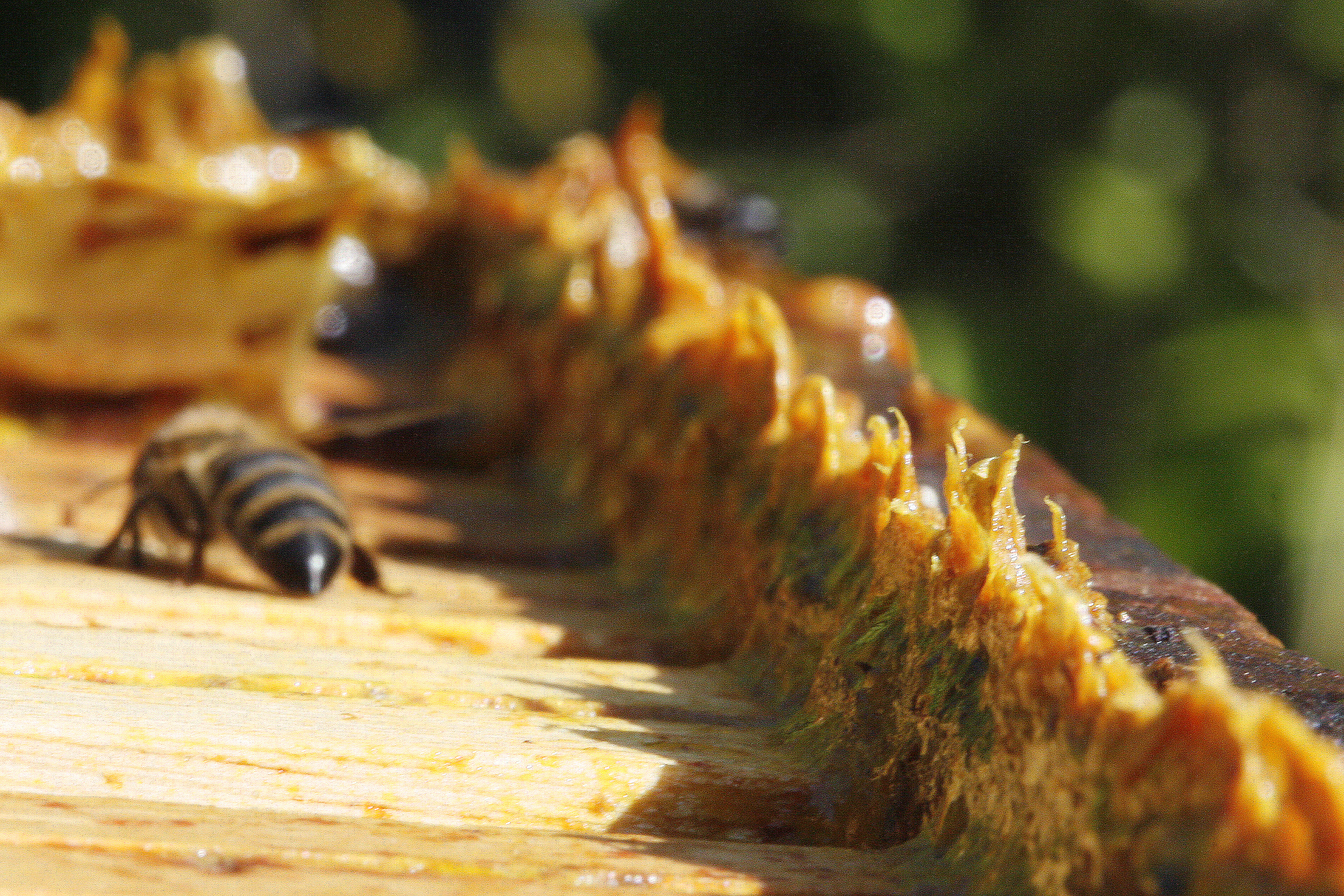
Propolisz a kaptáron

20 °C-on és fölötte a propolisz ragadós és gyúrható; hidegben megkeményedik. Színe többnyire barna, de lehet sárga, zöld, piros, fekete vagy fehér is, attól függően, hogy milyen növényről gyűjtötték.
A propolisz összetétele kaptáronként, területenként és szezononként változik attól függően, hogy a méhek milyen jellegű gyantát találtak az adott területen. Különféle növényfajok rügyeiről és sebeiről gyűjtik az alapanyagot. Európában nyírek, nyárak, bükkök, égerek, fenyők, vadgesztenye, szilfa és napraforgó adja a gyantát. A legtöbb gyantát ősszel gyűjtik. Egy méhcsalád 50-500 g propoliszt tud adni. A ragasztóhajlam a méhek között faj- és fajtafüggő. A krajnai fajta kevéssé, míg a kaukázusi fajta erősen propoliszoz.
A neotrópusi területeken a fák mellett Clusia és Dalechampia fajok virágáról is szednek gyantát. Ezek az egyedül ismert virágok, amelyek gyantával vonzzák a beporzókat. Chile egyes részein a propolisz a Baccharis bokorfajok által termelt viscidon terpént tartalmaz. A vörös brazil propoliszból nemrég mutatták ki a naftokinon-epoxidot és prenilezett savakat. Mivel nagyrészt a Dalbergia ecastaphyllum adja hozzá a gyantát, a 3-hidroxi-8,9-dimetoxipterokarpán és medikarpin flavonoidok is jelen vannak benne. Gyakori a galangin és a pinocembrin is. Új-Zélandon a kávésav feniletil észtere is a propolisz gyakori összetevője. Kína Henan tartományában a propolisz szinapinsavat, izoferulasavat, kávésavat és krizint tartalmaz; ezek közül az első három antibakteriális hatású.
A propolisz kb. 200 féle anyag keveréke. Főbb komponensei: gyanták, balzsamok (50-60%), viaszok (10-30%), illóolajok (8-10%), valamint virágpor, vitaminok, nyomelemek. Mindig találhatók benne zsíroldékony acaricidok, amelyek természetes védőszerek a kártevők ellen.
Legfontosabb hatóanyagai a flavonoidok. További fontos hatóanyagok: kalkonok, terpének, fenolok és észtereik, poliszacharidok, vitaminok (B1, B2, B6, C, E), aminosavak, enzimek, ásványi elemek (K, Na, Mg, Al, P, Si, Va, Co, S, N, Zn). Bizonyítottan tartalmaz ferulasavat, amitől baktériumölő és baktériumfejlődést gátló hatású (külsőleges felhasználás esetén).

## Tinktúra
- 100 g, 80-96%-os alkoholhoz, jégszekrényben tartott „dermedt” propoliszból 20 g-ot reszelünk. Az alkoholt a propolisszal együtt 30-40 °C-ra felmelegítjük és jól összerázzuk. Ezt a műveletet egy héten át többször (6-7-szer) megismételjük. Végül az oldatot állni, ülepedni hagyjuk, majd óvatosan leöntjük a tiszta részt.
- Tisztán, vagy alkoholos tinktúraként (így akár két évig is eltartható). Adagja 20%-os tinktúra esetén testsúlytól függően naponta 60-90 csepp.

Sötétbarna színű, mézes-alkoholos illatú és ízű folyadék. Használható belsőleg (ecsetelésre vagy lenyelve) és külsőleg is. Limonádéba, vízbe, kockacukorra, teába vagy egy kanál mézre csepegtessük. Fogyasztása nemcsak kellemes, üdítő érzetet kelt, hanem hasznos is.
Teszik tablettákba, krémekbe is. A propolisz tinktúra nemcsak gyógyszertárban, hanem közvetlenül a méhészeknél is megvásárolható.

## A propolisz hatása
A propolisz gyógyhatását az emberiség több ezer éve ismeri. Külsőleg és belsőleg is alkalmazható. Sebgyógyító, gyulladáscsökkentő, antibiotikus összetevőket tartalmaz. A népi és a természetgyógyászat már évezredek óta használja.
Az ókori Egyiptomban balzsamozáshoz használták.
Arisztotelész „a fák könnyének” nevezte, s használta a gyógyászatban. A méhcsaládban számtalan méhecske él együtt, nincs a világon olyan nagy állattenyészet, ahol annyi állat élne együtt, mint egy méhkaptárban, mégis ritkák a járványok, mert a propolisz megvédi őket a káros mikroorganizmusoktól.
Az amerikai nemzeti egészségügyi intézet (National Institutes of Health) a propoliszt feltehetően hatásosnak ("possibly effective") tekinti a szájherpesz (cold sores), a nemi szerveken megjelenő herpesz (genital herpes), és a műtét utáni szájfájdalom kezelésében. Más esetekben való hatásosságára azonban nem állnak rendelkezésre meggyőző bizonyítékok ("insufficient evidence"), hogy a propoliszt hatásosnak tekinthessék.
Mások szerint általános jó hatással van sejtjeinkre. Patkányokon végzett kísérletek alapján véd az aktív gyököktől, aminek öregedést gátló, regeneráló, tisztító hatása van. Egereken végzett kísérletek alapján baktérium, gomba- és vírusellenes hatású. Gátolja a rák növekedését.
A természetes bélflórát nem károsítja[forrás?], ellenjavallata nincs. Használata csak propolisz-allergiásokra veszélyes.
- Külsőleg használható nehezen gyógyuló sebek, nyálkahártya- és bőrgyulladások kezelésére, horzsolásokra, vágásokra, más bőrproblémákra, ízületi fájdalmakra és gyulladásokra, erős hámgyógyító hatása van.[22]
- Belsőleg légúti betegségekben, a húgyutak fertőzései, a prosztata- és a fültőmirigy gyulladásai ellen is sikerrel alkalmazzák. A hajszálérrendszerre értágító, vérnyomásszabályzó, a baktériumok-szaporodását gátló, frissítő hatása van. Rendszeres fogyasztása az általános szervezeti ellenálló képességet magas szinten tartja. Torokfájás, meghűlés esetén tinktúrás meleg vízzel naponta többször gargalizáljunk. A szájban lévő sebeket ecsetelhetjük is. Sokan ajánlják impotenciára, más (nem lelki eredetű) szexuális problémákra, a propoliszon kívül magát a mézet is, férfiaknál akár a nemi szervbe masszírozva. A vastagbél rákos sejtjeinek növekedését gátolja.[22]

Elmulasztja az égett sebek gyulladását, Klinikai kísérlet alapján a brazil propolisz bőrkrém jobbnak bizonyult  égési sebekre az ezüst-szulfadiazinnal szemben, habár meghosszabbíthatja a seb gyógyulását. Ennek tisztázásához további kutatások kellenek.
Antioxidáns, az oxidatív stressz ellen hat. Ezt a prelines flavonoidtartalommal magyarázzák. Az in vitro kísérletek szerint a patkányfiókák szürkehályogját is megelőzi, azonban még nem végeztek klinikai vizsgálatokat.
Vizes és az alkoholos oldata és kivonata is hatásos mind a gram-pozitív, mind a gram-negatív baktériumok ellen. A rhinovírusok és a herpeszvírusok elleni hatást is kimutatták. Növekedésükben gátolja a bőrgombákat és a candida albicans gombát. Az állatkísérletek szerint mind a baktériumok, mind a gombák, mind a vírusok ellen hat. A legtöbb hatást a flavonoidoknak tulajdonítják.. Az antibiotikus hatást a pinocembrin és galangin, az antimiotikust a pinocembrin és a kávésavészter fejti ki. Mikrobaellenes tulajdonsága miatt megelőzi a fogszuvasodást és más szájbetegségeket; ezt már klinikailag is tesztelték. További kutatásokat végeznek a propolisszal, hogy bizonyítsák hatását az elférgesedett sebek kezelésében. tanulmányozzák gyulladáscsökkentő hatását az afta ellen, és a fogak gyulladása elleni hatását is.
A sebgyógyítás képességét az apigenin és luteolin jelenlétével magyarázzák. Az állatkísérletek szerint a daganatok növekedését is gátolja.
Mind immunerősítő, mind immungyengítő hatást tulajdonítanak neki. További kísérletek kellenek ahhoz, hogy tisztázzák a kérdést.
Habár a propolisz segíthet leküzdeni az allergiát, maga is allergiát okozhat. Ez főként bőrkiütések formájában jelentkezik.
Állatoknál biogén szer a férgesedés megelőzésére.
Kapszulában napi 200–500 mg fogyasztása ajánlott.
Rágógumi gyártásához; lásd propolisz rágógumi.

## Nem egészségügyi felhasználása
Húros hangszerekben a fa erezetének kiemelésére. Antonio Stradivari és kortársai is alkalmazták.
Falazúrt is készítenek vele.
Olajokkal és zsírokkal keverve autóviasz előállításához.

## Fordítás
- Ez a szócikk részben vagy egészben  a   Propolis című német Wikipédia-szócikk fordításán alapul.  Az eredeti cikk szerkesztőit annak laptörténete sorolja fel. Ez a jelzés csupán a megfogalmazás eredetét és a szerzői jogokat jelzi, nem szolgál a cikkben szereplő információk forrásmegjelöléseként.
- Ez a szócikk részben vagy egészben  a   Propolis című angol Wikipédia-szócikk fordításán alapul.  Az eredeti cikk szerkesztőit annak laptörténete sorolja fel. Ez a jelzés csupán a megfogalmazás eredetét és a szerzői jogokat jelzi, nem szolgál a cikkben szereplő információk forrásmegjelöléseként.